# 五氧化二镎
五氧化二镎是一种镎的氧化物，有放射性。

## 制备
五氧化二镎可由一水合三氧化镎的在300℃的热分解得到：
4 NpO3·H2O → 2 Np2O5 + O2↑ + 4 H2O↑
金属镎作用于熔融的高氯酸锂，也能得到五氧化二镎：
8 Np + 5 LiClO4 → 4 Np2O5 + 5 LiCl

## 性质
五氧化二镎可溶于稀的无机酸溶液，得到五价镎。